# Dz (digráf)
A dz digráf a latin ábécében. A D és a Z betűk összekapcsolása. Több módon is ejtik: d͡z, t͡s vagy /z/, ez az adott nyelvtől függ. A magyarban általa jelölt hang neve alveoláris, zöngés affrikáta.
A dz szerepel a magyar, kasub, lett, litván, lengyel és szlovák nyelvekben. Szerepel a vietnámi nyelvben is, ahol /z/-nek ejtik.
A magyar ábécé hetedik betűje. A dz és a dzs betűkapcsolatokat már a 20. század eleje óta önálló betűnek tekintjük, az akadémiai helyesírási szabályzat 1984-ben bevezetett 11. kiadása pedig azt is kimondja, hogy ezek a betűk nem választhatók el a sor végén.